# Sextape
Ne doit pas être confondu avec Sex Tape (film).
Une sextape est une vidéo érotique ou pornographique amateure destinée à un visionnage privé et souvent faite par des célébrités qui en sont les protagonistes.

## Historique
Depuis les années 2000, nombre de célébrités (principalement du monde du spectacle ou du sport) ont vu leurs sextapes dévoilées et largement diffusées sur internet, malgré une opposition plus ou moins virulente (et plus ou moins crédible) à leur diffusion. La mise en ligne présumée ou avérée de ces vidéos peut être un moyen efficace de créer le buzz autour de la personne mise en scène.
À titre d'exemple, la diffusion de la sextape de Paris Hilton en 2003, de celle de Kim Kardashian en 2007, a élevé leur niveau de célébrité, les plaçant à la une des magazines ou des émissions de télé-réalité.

## Personnalités
Les personnalités suivantes ont eu leur sextape diffusée sur internet :
- Amy Fisher[2]
- Belén Rodríguez[3]
- Benjamin Griveaux
- Carolyn Murphy[4]
- Britney Spears avec Kevin Federline
- Carrie Prejean[5]
- Chu Mei-Feng[6]
- Chua Soi Lek[7]
- Daniella Cicarelli[8]
- Dustin Diamond[9]
- Dustin Lance Black
- Farrah Abraham[10]
- Fred Durst[11]
- Hoàng Thùy Linh[12]
- Hulk Hogan avec Heather Clem Cole[13]
- Jayne Kennedy[5]
- Jenna Lewis[14]
- Jenni Rivera
- Jeremy Jackson avec Sky Lopez
- John Edwards avec Rielle Hunter
- John Leslie avec Abi Titmuss[15]
- Karissa Shannon avec Sam Jones III[16]
- Katrina Halili avec Hayden Kho[17]
- Keeley Hazell[18]
- Kendra Wilkinson[19]
- Kim Kardashian avec Ray J[20]
- Mimi Macpherson
- Mindy McCready
- Minka Kelly
- Montana Fishburne
- Nazril Irham
- Nicole Narain et Colin Farrell[21].
- Nikita Dzhigurda et Marina Anissina
- Noelia[22]
- Olivia Mojica[23]
- Ophélie Marie[24]
- Pamela Anderson
  - avec Bret Michaels[5].
  - avec Tommy Lee[21]
- Paige avec Xavier Woods et Brad Maddox
- Paris Hilton avec Rick Salomon[21]
- Rob Lowe[25]
- Severina Vučković[26]
- Shauna Sand
- Tonya Harding avec Jeff Gillooly aka Jeff Stone[5]
- Tulisa Contostavlos[27]
- Ulrika Jonsson
- Vince Neil avec Janine Lindemulder et Brandy Ledford[28],[29]
- Michel Houellebecq
- 50 Cent et Lastonia Leviston

## Dans la culture

### Films
- 2013 : Sx Tape (en)
- 2014 : Sex Tape
- 2018 : À genoux les gars (sous le titre Sextape en anglais)

### Musiques
- 2020 : The S(ex) Tapes (en)